# Герб Лагоа (Алгарве)
Ге́рб Лаго́а — офіційний символ міста Лагоа (Алгарве), Португалія. Використовується як територіальний герб. У синьому щиті золоте мигдалеве дерево зі срібними квітами. У главі щита розміщені голови світлошкірого християнського короля в золотій короні (праворуч) і темношкірого мавританського еміра в срібному тюрбані (ліворуч). Щит увінчує срібна мурована міська корона з п'ятьма вежами.  Під щитом біла стрічка, на якій великими літерами напис португальською: «Lagoa» (Лагоа).  Офіційно затверджений 19 серпня 2003 року. Створений на основі попереднього містечкового герба, ухваленого 19 липня 1965 року. 

## Галерея

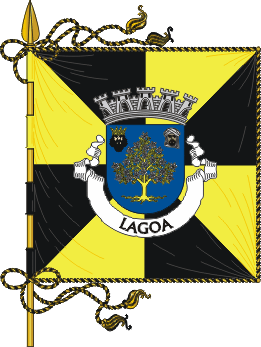
Прапор